# Чистоп
Чисто́п — горный массив Северного Урала, расположенный на территории Свердловской области России.

## Географическое положение
Горный хребет Чистоп расположен на территории муниципального образования «Ивдельский городской округ», вытянут с севера на юг от реки Ушма до реки Северная Тошемка. Длина горного хребта 28 километров. Высота в центральной части более 1000 метров, по концам – менее 1000 метров. Горный массив состоит из горы Чистоп высотой 1292,0 метра (высшая точка горного хребта), горы Пакна высотой в 898,9 метра, расположенной в 4,5 километрах к северо-северо-западу от горы Тосамъячахл высотой в 1137,6 метра, расположенной в 3 километрах к югу. До 800 метров склоны покрыты лесом, выше – редколесье и горная тундра. По вершинам хребта расположены каменные россыпи и скалы. В 10 километрах к востоку от северного конца на правом берегу реки Лозьва в устье реки Ушма стоит посёлок Ушма. В 25 километрах к юго-востоку от южного конца на правом берегу реки Лозьва находится посёлок Вижай.

## Описание
Массив сложен главным образом габбро. На слаборасчленённых склонах произрастает горная тайга из ели, лиственницы и берёзы. Выше 900 метров — мохово-лишайниковая тундра.
Западный и северный склоны горы Чистоп весьма крутые, наиболее удобный путь подхода и восхождения по долине реки Тосамъя с востока. До 750 метра растёт лес, выше – редколесье, тундра и каменные россыпи. Со стороны посёлка Ушма непосредственно на вершину ведет вездеходная дорога. Вершина – великолепный панорамный пункт. Популярный туристский объект. Уровень сложности вершины КС – 1А.

## История горы
Гора входит в знаменитый «Мансийский треугольник», где отмечались паранормальные явления. До начала 1990-х годов на плоскогорье располагался оборонный объект. В настоящее время сохранился лишь фундамент купола и остатки разрушенных хозяйственных построек.

## Флора и фауна
На горе встречаются многие ботанические редкости нашего края, представители арктической и южно-сибирской флоры.